# 空気ブレーキ
空気ブレーキ（くうきブレーキ、英語: Air Brake、compressed air brake、エアブレーキ）とは、空気を利用したブレーキ（制動装置）の一種で、圧縮空気でブレーキシリンダを動かしブレーキをかける装置である。供給源としては、コンプレッサーでエア・タンクに詰めた圧縮空気を利用することが多い。排気ブレーキとは異なる。

## 特徴
液圧を用いたブレーキに比べ大きな制動力が期待できるため、鉄道車両や中型・大型のトラックやバスのブレーキに使用される。ブレーキを解除するとブレーキシリンダーやエアチャンバーに溜まっていたエアーが抜けるので鉄道車両ではシューッもしくはヒューッ、自動車ではプシュッというエアー音がする。
液圧ブレーキと異なり、陸上である限り存在する「空気」を外部から取り入れてブレーキの圧力媒体として用いており、この点において信頼性が高い方式といえる。しかしながら、ブレーキ管に破損があった場合、圧力が失われてブレーキが原則的に失効するのは同様である。そこで、複数の車両を連結して用いる鉄道車両においては、ブレーキ失効対策として様々な機構が施されている。

## 鉄道車両の空気ブレーキ
鉄道車両においては、空気圧縮機により「元空気溜」（もとくうきだめ）と呼ばれるタンクに圧縮空気を溜めておき、運転席のブレーキ弁により、ブレーキ力を制御するのが基本である。鉄道車両は編成を組み多数の車両が連なった状態で運転される場合が多いことから、連結が外れるなどの異常事態を想定し、様々な対策が取られている。以下、主な機構について述べる。詳細は各記事を参照のこと。
直通ブレーキ
元空気溜の圧縮空気を直接ブレーキ弁で制御し、ブレーキシリンダーを作動する方式。構造は単純であるが、直通管が破断した場合や大きな漏洩があった場合には、まったくブレーキが作用しなくなるため、原則として単行（一両編成）又は連結器の開放や破断の恐れが極めて低い永久連結（連接）構造の列車以外の主たる制動装置としては、法令上認められていない。常に二両以上の車両を連結する普通鉄道列車に用いる場合は後述する自動空気ブレーキ等を併設することが義務付けられている。主に路面電車で使用される。
自動空気ブレーキ
前頭から後端まで列車全長にわたり引き通したブレーキ管に一定圧力の圧縮空気を供給して各車両の補助空気溜（ほじょくうきだめ）を充填しておき、制動時にはブレーキ弁によってブレーキ管を減圧すると各車両の制御弁が補助空気溜に蓄えられた圧縮空気をブレーキシリンダに送り込み、ブレーキが作用する方式。ブレーキ管が減圧すると編成中各車両の制御弁が独立自動的にブレーキ作用を行うので、ブレーキ管が破断したり漏洩したりした場合には列車全体に自動的にブレーキが作用するフェイルセーフを有しており、信頼性の高い方式である。運転室以外の車掌室等に設けたブレーキ管非常排気弁（車掌弁）を扱うことにより運転士の意思にかかわりなく列車全体に非常ブレーキを作用させることもできる。このため、他のブレーキシステムのバックアップ機構としても用いられる。
電磁自動空気ブレーキ
自動空気ブレーキは編成が長くなると、運転士のブレーキ弁による制動操作（ブレーキ管減圧）が編成後部の車両に行き渡らず、ブレーキ作用が遅延したり弱くなったりする欠点がある。そこで、ブレーキ弁と連動する電磁弁を各車両に設け、編成全体に同時且つ均等なブレーキ力が作用するように改良したものがこの方式である。
電磁直通ブレーキ
電磁自動ブレーキにおいて開発された、電磁弁を用いる給排気制御を、直通ブレーキに応用したもの。連結両数が多い長大編成の列車でも応答性・斉一性が高く、高い減速性能が求められる電車に多く用いられた方式である。直通ブレーキの項でも述べた通り、直通管が破断した場合には全く制動不能になるので、2両以上の車両を連結する普通鉄道列車に用いる場合は自動空気ブレーキ等の連結器破断時に自動的に非常ブレーキが作用する制動装置を併設するよう義務付けられている。
電気指令式ブレーキ
20世紀後半以降の鉄道車両に多く用いられる方式で、運転士の制動操作を電気信号により各車両に伝達する方式である。ブレーキ作用を指令する空気管が車両間に引き通されていないため空気管破断や漏洩による事故の恐れがなく、応答性・斉一性も高いことが特長である。電気制御回路の異常、編成分離や連結器破断も電気的に検知して予備空気溜から非常ブレーキを作用させる機能を含むよう法令で定められており、信頼性は極めて高い。消費する圧縮空気はブレーキシリンダに注入する分のみなので他の方式と比してブレーキに関する装置が小型軽量であり、エネルギー消費量も少ない。
このうち、電気指令式ブレーキは、空気ブレーキのほか、電車やハイブリッド気動車では発電ブレーキや回生ブレーキ等の電気ブレーキを、液体式気動車では排気ブレーキやリターダを統合して制御するシステムであり、他のブレーキシステムとは趣旨を異にする。

## 自動車の空気ブレーキ
自動車においては、中型以上のトラック・バスに用いられている方式である。イギリスやドイツなどの欧米ではほとんどフルエアブレーキを採用しているが、日本では応答性に優れて制動力をコントロールしやすいという理由で、油圧ブレーキと空気ブレーキの長所を組み合わせた空気油圧複合式ブレーキ（エアオーバーハイドロリックブレーキ：AOH）が用いられるが、大型車（GVW12トン以上の大型観光バスや路線バス、トラック、トレーラヘッド等）は、ウェッジ式フルエアブレーキや、フルエアディスクブレーキへの転換が進んでいる。トレーラー（台車）は昔からSカム式フルエアブレーキが採用されている。
フルエアブレーキの仕組みは鉄道車両でいえばセルフラップ式の直通ブレーキに該当する。一般にエアコンプレッサーを搭載しており、エアタンクに圧縮空気が常に貯められている。ブレーキを踏むと、リレーバルブを介し、直接ブレーキを作動させるブレーキチャンバにエアが送られる。それで、チャンバのロッドが伸び、ブレーキが掛けられる。ブレーキ管が外れたり損傷したりした場合には、まったくブレーキが効かなくなるため、通常2系統になっており、前軸グループと後軸グループで配管がわけられることが多かったが、「中期ブレーキ規制」の施行以降は「完全二重化」が義務付けられている。バタ踏み操作（ブレーキの踏み込み・ゆるめ操作を短時間に複数回行う事）を行うと、圧縮空気を大量消費してしまい、制動力が極端に低下してしまう。
エアブレーキのバタ踏み操作でエアを浪費して制動力が低下したために発生した事故が2件発生したことを受け、国土交通省は2013年（平成25年）6月28日にエアブレーキの操作に関して注意喚起を行い、同時にいすゞ自動車・日野自動車・三菱ふそうトラック・バス・UDトラックスの大型車メーカー4社も、連名で注意喚起を行った。
日本の積載量4トン級トラックの場合、ほとんどの車種がAOHブレーキを採用している。また、日野・レンジャー、いすゞ・フォワード、いすゞ・フォワードのOEMであるUD・コンドル（5代目）では、床から踵を上げて操作する「ペンダント（上吊り）式ブレーキペダル（プロコントロールペダル）」を採用しているため、特に車両が揺れているときの丁寧なブレーキ操作には慣れが必要である（三菱ふそう・ファイターと4代目までのUDトラックス・コンドルはオルガン（床置き）式ペダルである）。
大型車のパーキングブレーキは、従来トランスミッションの後方にプロペラシャフトと同軸で設置されていたが（センターブレーキ）、法改正により、ホイールブレーキを直接固縛する、ホイールパーク式パーキングブレーキへ移行した。これは圧縮空気の圧力低下した場合パワースプリングでブレーキが掛かった状態になり、通常走行時にはエアを込めて解除するものである。そのため、ブレーキをかける際に大きなエア音がする。